# August Hyllested
August Hyllested, född 17 juli 1856 i Stockholm, död 5 april 1946 i Blairmore, Skottland, var en dansk pianist. 
Hyllested var lärjunge till Edmund Neupert i Köpenhamn och till Franz Liszt i Weimar. Han framträdde som konsertmusiker även i bland annat i Berlin och London, innan han 1886 överflyttade till USA, där han kom att verka som konsertpianist och musikpedagog i New York och Chicago.